# بیون هی جائه

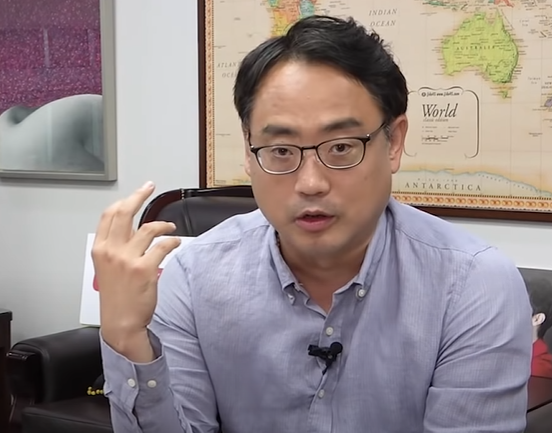
بایون در سال ۲۰۱۹

بیون هی جائه (Byun Hee-jae) (کره‌ای: 변희재 ; متولد ۲۲ آوریل ۱۹۷۴) مفسر سیاسی محافظه کار کره جنوبی است.